# Humko Tumse Pyaar Hai
Humko Tumse Pyaar Hai  to typowy bollywoodzki romans (masala movie), wyreżyserowany w 2006 roku przez Bunty Soorma, producenta Raja Hindustani. W rolach głównych Amisha Patel, Arjun Rampal i Bobby Deol. To historia niewidomej dziewczyny rozdartej między miłością dwóch mężczyzn.

## Fabuła
Durga (Amisha Patel), piękna niewidoma dziewczyna pomaga owdowiałej matce w utrzymaniu rzeźbiąc z gliny posągi hinduistycznych bogów i bogini. Pewnego dnia na jej drodze staje nieznajomy o budzącym zaufanie głosie. Pojawia się w odpowiednim momencie, aby uratować ją od upadku w przepaść. Od tej chwili spędzają ze sobą coraz więcej czasu razem. Rohit (Arjun Rampal) zakochuje się w prostodusznej, naiwnej dziewczynie. Wzbudza to zazdrość w Ranie (Parmeet Sethi). Wróciwszy właśnie z Dubaju liczył na małżeństwo z piękną i bezbronną z powodu swej choroby dziewczyną. Wzburzony zabija matkę dziewczyny. Durga nie ma teraz żadnej opieki. Rohit prosi ją, aby została jego żoną. Uszczęśliwia ją sprowadzając ze Szwajcarii Dr. R.K. Prasada (Kanwaljit Singh), który chce operacyjnie przywrócić jej wzrok. Durga marzy, że pierwszą osobą, która zobaczy odzyskawszy wzrok będzie jej ukochany. Niestety, gdy Durga budzi się po operacji Rohita nie ma przy niej. Zginął z ręki zazdrosnego Rany. Zrozpaczona próbuje popełnić samobójstwo. Dr Prasad przejmuje się losem swej pacjentki tak dalece, że ją adoptuje i zabiera ze sobą do domu, do Szwajcarii. Tam Durga spotyka multi-milionera Raja (Bobby Deol). Łączy ich smutek z powodu niedawno przeżytej straty. Raj opłakuje śmierć przyjaciela a Durga Rohita. Nie wiedzą, że z bólem wspominają tę samą osobę.

## Obsada
- Arjun Rampal – Rohit
- Amisha Patel – Durga
- Bobby Deol – Raj
- Suhasini Mulay – matka Durgi
- Parmeet Sethi – Rana
- Kanwaljit Singh – Dr. R.K. Prasad

## Muzyka i piosenki
Muzykę do filmu skomponował Anand Raj Anand, autor muzyki do takich filmów jak Ehsaas: The Feeling, 23rd March 1931: Shaheed, Kaante (nominowany do Nagrody Filmfare za Najlepszą Muzykę), Calcutta Mail, czy Masti, Musafir.
- Humko Tumse Pyaar Hai
- Chori Se Dil Ko
- Tere Ishq Mein
- Dhola Aayo Re
- Kaise Tumhe
- Yeh Mehndi Ke Boote
- Bajne Lage Hain
- Humko Tumse Pyaar Hai (Sad)